# Acaudaleyrodes rachipora
Acaudaleyrodes rachipora là một loài côn trùng cánh nửa trong họ Aleyrodidae, phân họ Aleyrodinae.
Acaudaleyrodes rachipora được Singh miêu tả khoa học đầu tiên năm 1931.